# Food and Drug Law Journal
Das Food and Drug Law Journal, abgekürzt Food Drug Law J., ist eine wissenschaftliche Fachzeitschrift, die vom Food and Drug Law Institute veröffentlicht wird. Die Zeitschrift wurde 1946 unter dem Namen Food, Drug, Cosmetic Law Journal gegründet und änderte ihn 1992 in den derzeit gültigen Namen. Sie erscheint mit vier Ausgaben im Jahr. Es werden Arbeiten veröffentlicht, die sich mit Arznei- und Lebensmitteln beschäftigten.
Der Impact Factor lag im Jahr 2014 bei 0,419. Nach der Statistik des ISI Web of Knowledge wird das Journal mit diesem Impact Factor in der Kategorie Pharmakologie und Pharmazie an 245. Stelle von 254 Zeitschriften, in der Kategorie Food Science and Technology an 103. Stelle von 123 Zeitschriften und in der Kategorie Ernährung und Diätetik an 71. Stelle von 77 Zeitschriften geführt.